# Djamila (youtuber)
Djamila (Utrecht, 1 december 1991) is een Nederlandse youtuber, zangeres en filmactrice. Ze werd bekend door haar YouTube-kanaal MeisjeDjamila, waarmee ze met meer dan een miljoen abonnees een van de bekendste Nederlandse vrouwelijke youtubers is. In totaal zijn haar video's al meer dan 1 miljard keer bekeken. In 2017 bracht ze een muziekalbum (Girl) uit en maakte ze haar debuut als filmactrice.
Djamila is gehecht aan haar privacy en houdt om die reden haar achternaam liever voor zichzelf.

## Biografie en loopbaan
Op jonge leeftijd was Djamila al muzikaal actief. Ze speelde gitaar en schreef eigen liedjes die ze uiteindelijk ook op YouTube plaatste. Hiermee won ze in augustus 2011 een prijs van 20.000 euro, de Europese NextUp-prijs van YouTube. Met haar Nederlandse YouTube-kanaal begon ze in 2013. In haar video's test ze producten, doet ze proefjes en maakt ze video's met andere vloggers. Haar account was een succes en leidde in 2016 tot onder andere een zomerboek. In 2017 maakte ze weer een zomerboek. Op 5 augustus 2018 haalde haar account MeisjeDjamila de 1 miljoen abonnees.
Naast vlogger op YouTube is Djamila ook zangeres. In 2017 bouwde ze haar op YouTube begonnen muziekloopbaan uit toen ze vier singles uitbracht. Deze leidden op 23 juni dat jaar tot haar eerste muziekalbum, getiteld Girl. Datzelfde jaar begon ze ook als filmactrice. In de Nederlandse komediefilm Misfit die op 27 september 2017 uitkwam speelt ze de hoofdrol Julia. De filmopnamen begonnen in mei 2017. In augustus 2018 was Djamila te zien in een gastrol in een film van collega-youtuber Dylan Haegens getiteld De Film van Dylan Haegens. Ook was ze dat jaar te zien in Elvy's wereld: So Ibiza. Voor deze film neemt ze tevens de titelsong voor haar rekening.
Op 16 april 2024 maakte Djamila haar schrijversdebuut bij Uitgeverij Moon; in samenwerking met Daniëlle Bakhuis schreef ze het kinderboek Mila en de magische dromenvanger., ter gelegenheid van dit nieuwe boek werd er in Nederland en België een boekentour georganiseerd waarbij Djamila bij verschillende boekenhandels langskwam om haar boek te signeren en met fans op de foto te gaan.
Op 20 mei 2025 is het tweede boek van Djamila uitgekomen, het spannende vervolg op Mila en de magische dromenvanger. Het nieuwe boek heet Mila en de gouden toverveer, ook hier werd een boekentour georganiseerd waarbij Djamila bij verschillende boekenhandels langskwam om haar boek te signeren en met fans op de foto te gaan.

## Filmografie
- 2017: Misfit - als Julia Martens (de hoofdrol)
- 2018: De Film van Dylan Haegens - als stewardess (gastrol)
- 2018: Elvy's wereld: So Ibiza - als zichzelf (bijrol en titelsong)
- 2018: De Pepernoten Club - als zichzelf
- 2019: Misfit 2 - als Julia Martens (de hoofdrol)[11]
- 2020: De grote slijmfilm - als Tess Purperhart
- 2020: Misfit 3 - als Julia Martens (hoofdrol)[12]
- 2021: Misfit (jeugdserie) - als Julia Martens (hoofdrol)
- 2022: Misfit: The Switch - als Julia Martens (bijrol)
- 2023: Bon Dia Brugklas! - als Mina (hoofdrol)
- 2023: Juf Braaksel en de magische ring - als Juf Evi
- 2024: De Grote Sinterklaasfilm: Stampij in de bakkerij - als Sonja Speurneus
- 2024: Juf Braaksel en de geniale ontsnapping - als Juf Evi

## Discografie

### Albums
| Album met eventuele hitnotering(en) in de Nederlandse Album Top 100 | Datum van verschijnen | Datum van binnenkomst | Hoogste positie | Aantal weken | Opmerkingen |
| ------------------------------------------------------------------- | --------------------- | --------------------- | --------------- | ------------ | ----------- |
| Girl                                                                | 2017                  | 01-07-2017            | 94              | 1            |             |

| Album met hitnotering(en) in de Vlaamse Ultratop 200 albums | Datum van verschijnen | Datum van binnenkomst | Hoogste positie | Aantal weken | Opmerkingen |
| ----------------------------------------------------------- | --------------------- | --------------------- | --------------- | ------------ | ----------- |
| Girl                                                        | 2017                  | 01-07-2017            | 85              | 5            |             |

### Singles
| Single met eventuele hitnotering(en) in de Nederlandse Top 40 | Datum van verschijnen | Datum van binnenkomst | Hoogste positie | Aantal weken | Opmerkingen      |
| ------------------------------------------------------------- | --------------------- | --------------------- | --------------- | ------------ | ---------------- |
| Brick Wall                                                    | 2017                  | -                     | -               | -            | Tip 4 Single Tip |

| Single met hitnotering(en) in de Vlaamse Ultratop 50 | Datum van verschijnen | Datum van binnenkomst | Hoogste positie | Aantal weken | Opmerkingen |
| ---------------------------------------------------- | --------------------- | --------------------- | --------------- | ------------ | ----------- |
| Brick Wall                                           | 2017                  | -                     | Tip 45          | 2            |             |

### Singles zonder hitnotering
- Brickwall (2016)
- Bubblegum (2017)
- Breathe (2017)
- Misfit (2017)
- Who knows (2017)
- All I have (2017)
- Blood (2017)
- Sometimes (2017)
- Silhouette (2017)
- Invissible (2017)
- Stronger than fear (2017)
- Potato (2017)
- Break my heart just a little (2018)
- I love it loud (2018)
- Bad Habit (2019)
- Wild (2019)
- Niemand Weet (2019)
- The best thing (2019)

### Bestseller 60
| Boeken met noteringen in de Nederlandse Bestseller 60 | Jaar van verschijnen | Datum van binnenkomst | Hoogste positie | Aantal weken | Opmerkingen                          |
| ----------------------------------------------------- | -------------------- | --------------------- | --------------- | ------------ | ------------------------------------ |
| Mila en de magische dromenvanger                      | 2024                 | 24-04-2024            | 2               | 27           | in samenwerking met Daniëlle Bakhuis |
| Mila en de gouden toverveer                           | 2025                 | 28-05-2025            | 7               | 11           | in samenwerking met Daniëlle Bakhuis |